# Kaman K-125

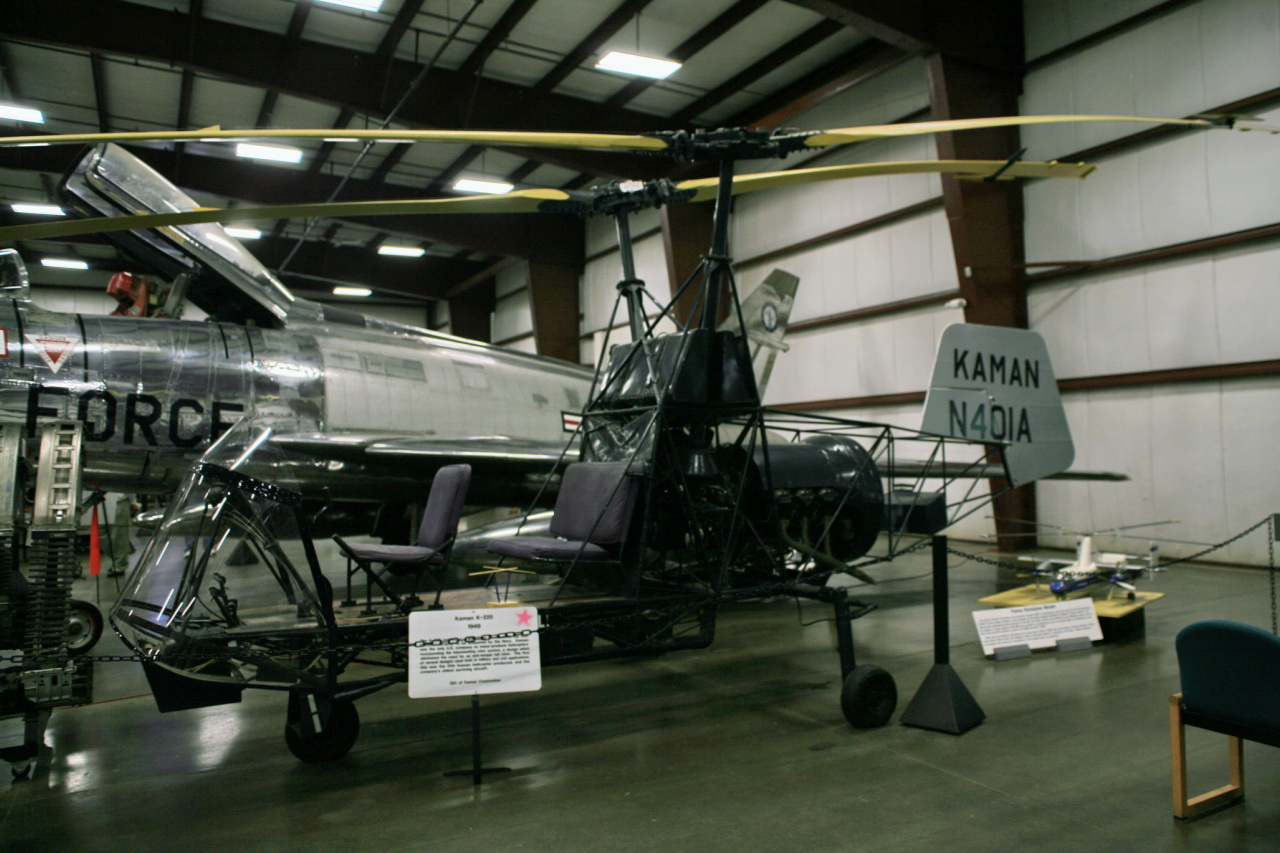
Kaman K-225 v muzeu.

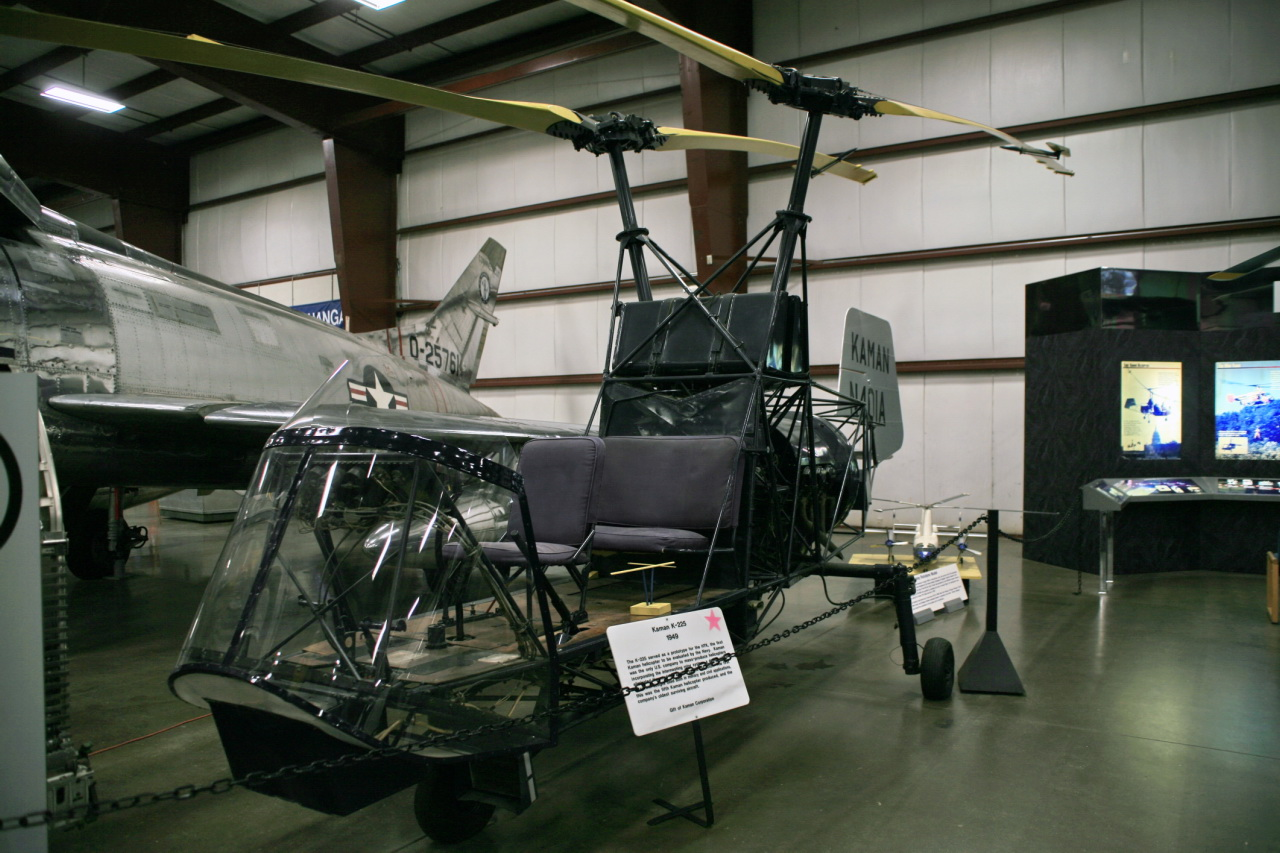
Kaman K-225 v muzeu.

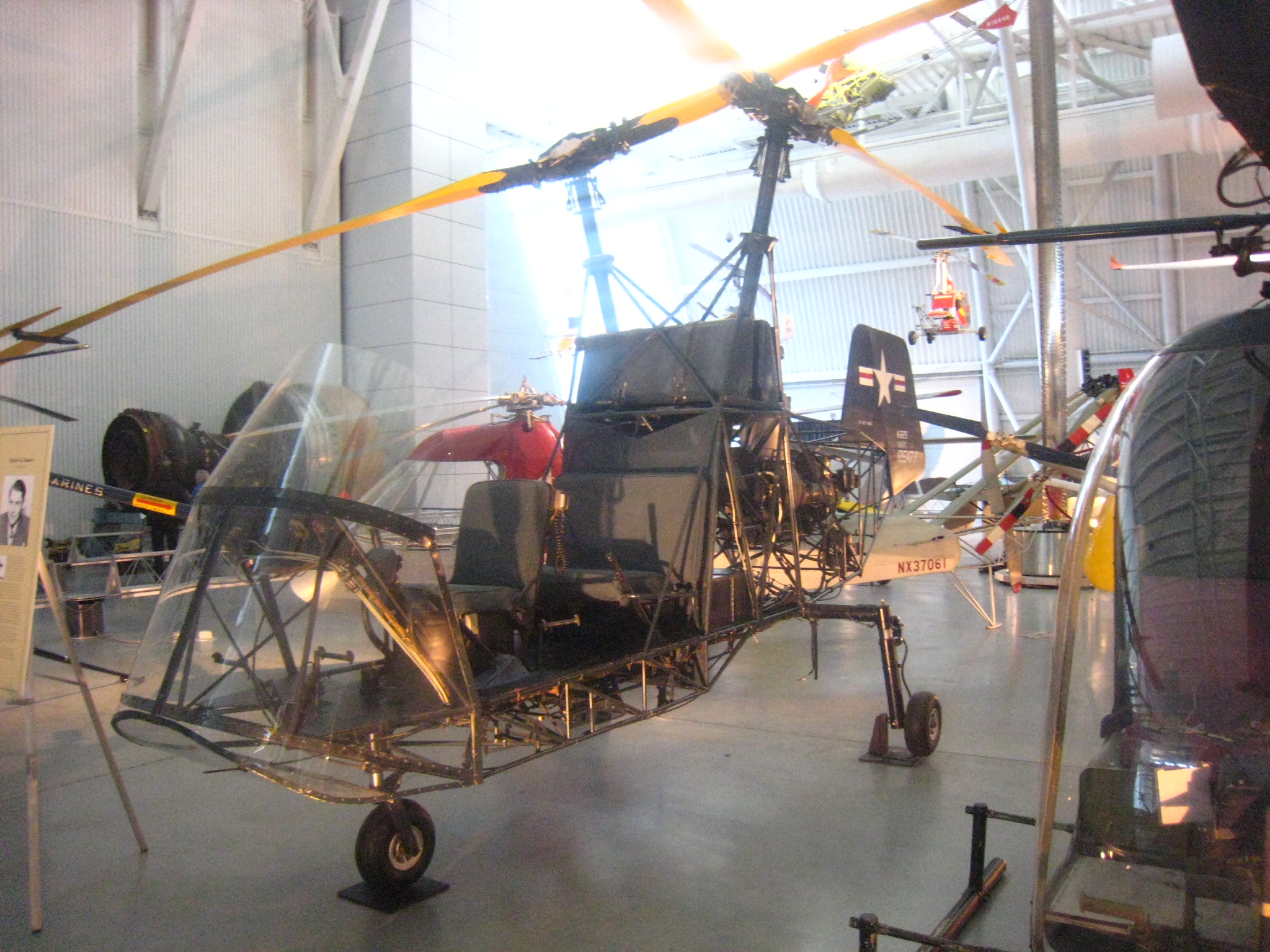
Kaman K-225 v muzeu.

Kaman K-125 byl americký lehký experimentální vrtulník postavený společností Kaman Aircraft. Jedná se o první vrtulník vyrobený touto společností založenou leteckým inženýrem Charlesem Kamanem v roce 1945. K-125 byl zalétán v roce 1947, později vznikly modifikované verze K-190 a K-225, poslední jmenovaná dostala vojenské označení H-22.

## Verze vrtulníku
Kaman K-125
První helikoptéra společnosti Kaman, vzlétla 15. ledna 1947. Šlo o stroj s dvojicí hlavních rotorů těsně vedle sebe s prolínajícími se rotorovými listy (koncepce „synchropter“).
Kaman K-190
Modifikovaná verze K-125, zalétána v dubnu 1949.
Kaman K-225
Modifikovaná verze K-125/K-190, zalétána v červenci 1949. Šlo o 2místný stroj (tandemové uspořádání sedaček), nekapotovaný trup z ocelových trubek, tříbodový podvozek příďového typu. Jedna upravená varianta K-225 vybavená motorem Boeing T50 (YT50) se stala první helikoptérou s plynovou turbínou na světě. Tento vrtulník je nyní (leden 2013) v muzeu Steven F. Udvar-Hazy Center v Chantilly ve Virginii.

## Uživatelé
USA
- US Navy
- USCG

## Specifikace (K-225)
Data z:

### Technické údaje
- Pohon: 1× pístový vzduchem chlazený motor Lycoming O-435-2; 168 kW
  - jedna upravená verze měla plynovou turbínu Boeing Boeing T50 (YT50)
- Průměr nosných rotorů: 2× 11,58 m
- Délka:[pozn. 1] 6,83 m
- Výška:[pozn. 2] 3,35 m
- Prázdná hmotnost:[pozn. 3] 816 kg
- Maximální vzletová hmotnost: 1 226 kg
- Posádka: 2

### Výkony
- Maximální rychlost: 117 km/h